# Kagera (Mwanza)
Kagera è una circoscrizione mista (urban ward) della Tanzania situata nel distretto di Ukerewe, regione di Mwanza. Conta una popolazione di 9 427 abitanti (censimento 2012).